# Autoroute A1 (Serbie)
Pour les articles homonymes, voir Autoroute A1.
L’autoroute A1 (en serbe : Државни пут ІА реда А1, Državni put IA reda A1 ; Ауто-пут А1, Auto-put A1) est une autoroute majeure de Serbie qui relie entre elles les frontières serbo-hongroise et serbo-macédonienne (Nord / Sud) passant près des villes de Subotica, Novi Sad, la capitale Belgrade, Niš, Leskovac et Vranje. Elle est également appelée « E75 » ou « Corridor 10 ». Avec ses 583 kilomètres, c'est la plus longue autoroute de Serbie. Cette autoroute fait partie de la route européenne 75. La dernière section du Périphérique de Belgrade, entre le Tunnel de Straževica et l'échangeur de Bubanj Potok est mis en circulation fin juin 2023.
L'autoroute est constituée et d'une bande d'arrêt d'urgence et de deux voies de circulation dans chaque direction, séparées par un terre-plein central. Toutes ses intersections sont des croisements dénivelés. Une portion d'autoroute a été conçue dès sa construction pour servir également de piste d’atterrissage aux avions militaires entre les sorties  20 Nova Pazova et  21 Novi Banovci.
Un système de surveillance de la circulation et de régulation de trafic ainsi qu'un système de radar tronçon sont mis en service tous les 15 km au printemps 2019 sur toute la longueur de l'autoroute A1. Des appareils de mesure, de contrôle seront installés dans les zones connues de brouillard, de pluie verglaçante, de neige ou de vent fort. Des panneaux à messages variables seront utilisés pour communiquer aux usagers les conditions atmosphériques, les restrictions éventuelles de trafic ou d'autres informations susceptibles de modifier les conditions de circulation. Un système de radar tronçon entre 2 postes de péage existe déjà depuis septembre 2017.
L'autoroute comporte plusieurs échangeurs autoroutiers avec d'autres autoroutes de Serbie : Voie Rapide 11, future Voie Rapide 21, A3, A2, future Voie Rapide 10, Voie Rapide 24, A5  et A4.
Elle comporte de nombreux ponts et caniveaux. Elle comporte également des tunnels notamment de 3 au niveau du Périphérique de Belgrade et de 2 au Sud au niveau de la gorge de Grdelica (en serbe : Grdelička Klisura). Le pont de Beška (2 250 m), le viaduc de Batajnica (environ 1 500 m), le pont de Ostružica (environ 2 000 m), le poste de péage de Belgrade (Vrčin), le pont Vrla (environ 645 m) et le pont Džemin do (environ 495 m) sont les structures les plus importantes de l'autoroute. Une grande partie de l'autoroute est à péage et utilise système de ticket. Le Périphérique de Belgrade n'est pas à péage. Le paiement des péages dépend de la classification des véhicules en Serbie.
L'autoroute est exploitée par l'entreprise publique "Putevi Srbije".

## Description du tracé

### DeHorgošàBelgrade(Périphérique de Belgrade)
| A 1 - E 75 Autoroute Subotica - Belgrade Corridor paneuropéen X Nord |                                |                                                   |                                                                      |         |
| N°                                                                   | Dénominations                  | Connexions                                        | Destinations                                                         | BK      |
| Horgoš                                                               | Hongrie                        | E75                                               | Autoroute hongroise M5 (vers Budapest)                               | 0,0     |
| 1                                                                    | Horgoš                         |                                                   | Horgoš, Kanjiža                                                      | 4,241   |
| 2                                                                    | Subotica-Nord                  | 100                                               | Subotica-Nord                                                        | 16,844  |
| 3                                                                    | Subotica-Est                   | 300                                               | Subotica-Est                                                         | 23,140  |
| 4                                                                    | Subotica-Sud                   | * (Rocade de Subotica)                            | Voie Rapide 11 : Subotica-Sud, Budapest ( Kelebija Serbie - Hongrie) | 26,600  |
| Péage à système fermé                                                | Poste de péage de Subotica-Sud | E75                                               | Autoroute A1                                                         | 27,600  |
| 5                                                                    | Žednik                         | 303                                               | Novi Žednik, Čantavir                                                | 37,690  |
| 6                                                                    | Bačka Topola                   | 105                                               | Bačka Topola, Senta                                                  | 50,103  |
| 7 · (en projet)                                                      | Mali Iđoš                      | Route de Mol (en serbe : Molski put)              | Mali Iđoš                                                            | 60,452  |
| 8                                                                    | Feketić                        | 100                                               | Feketić, Mali Iđoš                                                   | 70,840  |
| 9                                                                    | Vrbas                          |                                                   | Vrbas, Srbobran                                                      | 80,959  |
| 10                                                                   | Sirig                          | 112                                               | Sirig, Zmajevo                                                       | 93,724  |
| 11                                                                   | Novi Sad-Nord                  | Boulevard de l'Europe (en serbe : Bulevar Evrope) | Novi Sad-Nord                                                        | 110,231 |
| 12                                                                   | Novi Sad-Centre                | 100 102                                           | Novi Sad-Centre, Temerin                                             | 111,892 |
| 13                                                                   | Novi Sad-Est                   |                                                   | Novi Sad-Est, Zrenjanin                                              | 114,388 |
| 14 · (en projet)                                                     | Novi Sad-Sud                   | *                                                 | Voie Rapide 21 (en projet) : Novi Sad-Sud                            | 118,912 |
| 15                                                                   | Kovilj                         | 114                                               | Kovilj, Šajkaš                                                       | 129,716 |
| 16                                                                   | Beška                          |                                                   | Beška, Krčedin                                                       | 142,612 |
| 17                                                                   | Maradik                        | 125                                               | Maradik, Inđija                                                      | 146,925 |
| 18                                                                   | Inđija                         | 126                                               | Inđija, Stari Slankamen                                              | 151,694 |
| Péage à système fermé                                                | Poste de péage de Stara Pazova | E75                                               | Autoroute A1                                                         | 160,500 |
| 19                                                                   | Stara Pazova                   | 127                                               | Stara Pazova, Stari Banovci                                          | 162,249 |
| 20                                                                   | Nova Pazova                    |                                                   | Nova Pazova                                                          | 165,029 |
| 21                                                                   | Novi Banovci                   | 319                                               | Novi Banovci, Batajnica                                              | 169,404 |

Légende :
- : Entrée sur autoroute uniquement en provenance de Novi Sad ; Sortie d'autoroute uniquement en provenance de Belgrade

### Périphérique de Belgrade
| A 1 - E 75 Périphérique de Belgrade Corridor paneuropéen X |                           |                      | |         |
| N°                                                         | Dénominations             | Connexions           | Destinations | BK      |
| 22                                                         | Batajnica                 | 100                  | Batajnica, Pančevo, Zemun (Belgrade) | 175,618 |
| 23                                                         | Échangeur de Belgrade     | 474                  | Autoroute A3 : Sremska Mitrovica, Zagreb ( Batrovci Serbie - Croatie) Route Régionale 474 : Belgrade-Centre                                                      | 183,878 |
| 24                                                         | Surčin                    | 319                  | Surčin, Dobanovci | 187,472 |
| 24.1                                                       | Échangeur de Surčin-Sud   | E763                 | Autoroute A2 : Surčin-Sud, Obrenovac, Novi Beograd, Čačak, Podgorica ( Boljare (Poste Frontière en projet) Serbie - Monténégro (en projet))                      | 191,308 |
| 25                                                         | Ostružnica                |                      | Ostružnica, Obrenovac, Belgrade-Čukarica | 197,369 |
| 26                                                         | Orlovača                  |                      | Orlovača, Belgrade-Čukarica, Gornji Milanovac | 205,679 |
| 27                                                         | Avala                     | 154                  | La Tour d'Avala, Mladenovac, Voždovac, Rakovica | 212,310 |
| 28                                                         | Échangeur de Bubanj Potok | 474 154 ( en projet) | Route Régionale 474 : Belgrade-Centre Route Régionale 154 : Bubanj Potok, Leštane Autoroute A9 (en projet) : Pančevo, Vršac, Bucarest ( Vatin Serbie - Roumanie) | 216,782 |

### DeBelgrade(Périphérique de Belgrade) àNiš
| A 1 - E 75 Autoroute Belgrade - Niš Corridor paneuropéen X |                            |                                                        |                                                                                          |         |
| N°                                                         | Dénominations              | Connexions                                             | Destinations                                                                             | BK      |
| 29                                                         | Tranšped                   | Rue Astrid Lindgren (en serbe : Ulica Astrid Lindgren) | Magasin d'ameublement et de décoration "Ikea"                                            | 219,651 |
| 30                                                         | Vrčin                      | 347                                                    | Vrčin, Grocka                                                                            | 224,039 |
| Péage à système fermé                                      | Poste de péage de Belgrade | E75                                                    | Autoroute A1                                                                             | 225,300 |
| 31                                                         | Mali Požarevac             |                                                        | Mali Požarevac, Mladenovac, Aranđelovac, Topola, Sopot                                   | 238,335 |
| 32                                                         | Umčari                     | 351                                                    | Umčari, Grocka                                                                           | 244,822 |
| 33                                                         | Vodanj                     | 155                                                    | Vodanj, Smederevo-Centre, Mladenovac                                                     | 250,782 |
| 34                                                         | Kolari                     | 352                                                    | Kolari, Smederevo-Sud, Smederevska Palanka                                               | 257,034 |
| 35                                                         | Smederevo                  | 153                                                    | Smederevo-Est, Kovin                                                                     | 262,741 |
| 36                                                         | Požarevac                  |                                                        | Požarevac, Veliko Gradište, Majdanpek, Kostolac                                          | 264,229 |
| 37                                                         | Velika Plana               | 147                                                    | Velika Plana, Smederevska Palanka, Žabari                                                | 293,049 |
| 38                                                         | Markovac                   |                                                        | Markovac, Svilajnac, Topola, Rača                                                        | 304,720 |
| 39                                                         | Lapovo                     | Rue de Njegoš (en serbe : Ulica Njegoševa)             | Lapovo                                                                                   | 311,117 |
| 40                                                         | Batočina                   | *                                                      | Voie Rapide 24 : Batočina, Kragujevac, Kraljevo                                          | 314,955 |
| 41                                                         | Jagodina                   | 158                                                    | Jagodina                                                                                 | 336,870 |
| 42                                                         | Ćuprija                    | 160                                                    | Ćuprija, Despotovac                                                                      | 349,671 |
| 43                                                         | Paraćin                    | E761                                                   | Paraćin, Zaječar                                                                         | 360,428 |
|                                                            | Section                    |                                                        |                                                                                          |         |
| 44                                                         | Échangeur de Pojate        | E761                                                   | Autoroute A5 : Pojate, Kruševac, Trstenik, Vrnjačka Banja, Kraljevo, Čačak               | 372,552 |
| 45                                                         | Ražanj                     | 158                                                    | Ražanj                                                                                   | 385,246 |
| 46                                                         | Aleksinački Rudnik         | 158                                                    | Aleksinački Rudnik                                                                       | 405,663 |
| 47                                                         | Aleksinac                  | 217                                                    | Aleksinac, Sokobanja                                                                     | 410,652 |
| 48                                                         | Échangeur de Trupale       | E80                                                    | Autoroute A4 : Niš-Nord, Niš-Centre, Niš-Est, Pirot, Sofia ( Gradinje Serbie - Bulgarie) | 431,790 |

### DeNišàPreševo
| A 1 - E 75 Autoroute Niš - Preševo Corridor paneuropéen X Sud |                           |                    |                                                    |         |
| N°                                                            | Dénominations             | Connexions         | Destinations                                       | BK      |
|                                                               | Section                   |                    |                                                    |         |
| 49                                                            | Niš-Sud                   | 158                | Niš-Sud                                            | 435,186 |
|                                                               | Section                   |                    |                                                    |         |
| 50                                                            | Merošina                  | E80                | Prokuplje, Kuršumlija, Merošina, Priština (Kosovo) | 440,815 |
| 51                                                            | Doljevac                  | 216                | Doljevac, Žitorađa                                 | 451,429 |
| 52                                                            | Brestovac                 | 225                | Brestovac, Bojnik, Gadžin Han                      | 457,451 |
| 53                                                            | Leskovac-Centre           | Rocade de Leskovac | Leskovac-Centre, Medveđa, Lebane                   | 464,775 |
| 54                                                            | Leskovac-Sud              |                    | Leskovac-Sud, Vlasotince                           | 481,012 |
| 55                                                            | Grdelica                  | 438                | Grdelica                                           | 491,965 |
| 56                                                            | Predejane                 |                    | Predejane                                          | 502,351 |
| 57                                                            | Vladičin Han              |                    | Vladičin Han, Surdulica                            | 516,508 |
| 58                                                            | Vranje                    | (Rocade de Vranje) | Vranje                                             | 539,346 |
| 59                                                            | Bujanovac-Nord            |                    | Bujanovac-Nord                                     | 552,803 |
| 60                                                            | Bujanovac-Sud             |                    | Bujanovac-Sud, Bujanovac-Centre, Gnjilane (Kosovo) | 556,403 |
| Péage à système fermé                                         | Poste de péage de Preševo | E75                | Autoroute A1                                       | 576,500 |
| 61                                                            | Čukarka                   |                    | Čukarka, Preševo                                   | 577,090 |
| Preševo                                                       | Macédoine du Nord         |                    | Autoroute macédonienne A1 (vers Skopje)            | 583,151 |

## Routes Européennes
L’autoroute A1 est aussi :
| Numéro | Tracé |
| ------ | --- |
| E75    | Sur toute sa longueur (entre le poste-frontière Horgoš Serbie / Hongrie et le poste-frontière Preševo Serbie / Macédoine du Nord) |
| E761   | Entre la sortie 43 Paraćin et l'échangeur 44 Pojate (A1 A5)                                                                       |
| E80    | Entre l'échangeur 48 Trupale (A1 A4) et la sortie 50 Merošina                                                                     |

## Lieux sensibles
L'autoroute A1 présente quelques dangers dus à la saturation du trafic :
L'autoroute A1 possède un trafic très dense tout au long de l'année notamment entre la capitale Belgrade et la ville de Niš, ce qui en fait l'autoroute la plus fréquentée du pays. Pendant l'été, son trafic de circulation peut presque doubler (en juillet 2017 : 5 000 000 de véhicules), car de nombreux touristes voyagent à destination de la mer Egée, la mer de Marmara, la mer Noire, la mer Méditerranée (la Grèce, la Turquie, la Bulgarie).

### Saturation du trafic
- Poste frontière Horgoš (SRB) / Röszke (H) (Autoroute hongroise M5) (une file de 10 kilomètres peut se former au niveau du poste frontière et ainsi créer un temps d'attente d'une dizaine d'heures notamment lors des week-ends de juillet et août)
- Poste de péage de Subotica-Sud
- Poste de péage de Stara Pazova
- Périphérique de Belgrade
- Section Belgrade-Niš (notamment lors des départs et retours des vacances d'été)
- Poste de péage de Belgrade (Vrčin)
- Poste de péage de Preševo
- Poste frontière Preševo (SRB) / Tabanovce (MK) (Autoroute macédonienne A1) (une file de 5 kilomètres peut se former au niveau du poste frontière et ainsi créer un temps d'attente d'environ 5 heures notamment lors des week-ends de juillet et août)

## Tarifs Péages
Sur l'autoroute A1, les prix varient en fonction du kilomètre parcouru c'est-à-dire à système de péage fermé à ticket.
Les différents prix en Dinar serbe (RSD) et en Euro (€) pour les véhicules de catégorie I :
- Entre les postes de péage de Subotica-Sud et Stara Pazova : 640,00 RSD (5,50 €)
- Entre les postes de péage de Belgrade (Vrčin) et Preševo : 1 490,00 RSD (13,00 €)
- Entre les postes de péage de Belgrade (Vrčin) et Dimitrovgrad (autoroutes A1 / A4) : 1 310,00 RSD (11,50 €)
- Entre les postes de péage de Preševo et Dimitrovgrad (autoroutes A1 / A4) : 1 040,00 RSD (9,00 €)
- Entre les postes de péage de Subotica-Sud et Preševo (parcours total autoroute A1) : 2 120,00 RSD (18,50 €)

Les postes de péage de l'autoroute A1 possèdent également un système de péage électronique (ENP, en serbe "Elektronska Naplata Putarine") identique à celui du Télépéage en France.

## Ouvrages d'art
- Pont de Beška, 2 205 m, (Beška) ;
- Viaduc de Batajnica (Périphérique de Belgrade), 1 500 m, (Batajnica, Belgrade) ;
- Pont de Ostružnica (Périphérique de Belgrade), 2 000 m, (Ostružnica, Belgrade) ;
- Tunnel Lipak (Périphérique de Belgrade), 665 m, (Ostružnica, Belgrade) ;
- Tunnel de Železnik (Périphérique de Belgrade), 669 m, (Železnik, Belgrade) ;
- Tunnel de Straževica (Périphérique de Belgrade), 772 m, (Straževica, Belgrade) ;
- Tunnel de Beli Potok (Périphérique de Belgrade), 373 m, (Beli Potok, Belgrade) ;
- Poste de péage de Belgrade, (Vrčin, Belgrade) ;
- Tunnel de Predejane, 1 073 m (Predejane) ;
- Tunnel de Manajle, 1 800 m, (Manajle) ;
- Pont Vrla, 645 m, (Vladičin Han) ;
- Pont Đemin do, 495 m, (Vladičin Han)

## Galerie d'images

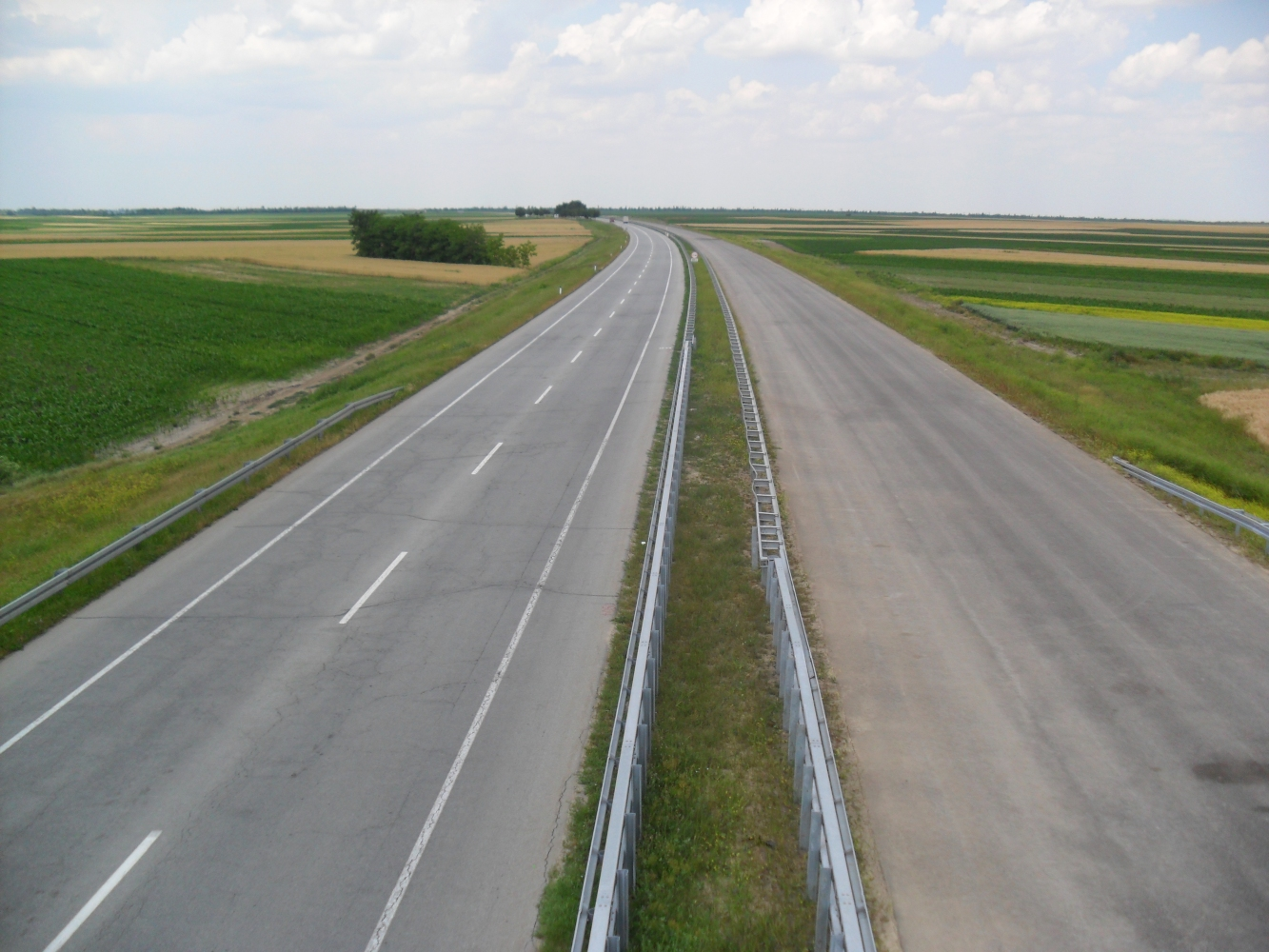
L'autoroute A1 : construction de la voie de droite près de Feketić (juin 2011).
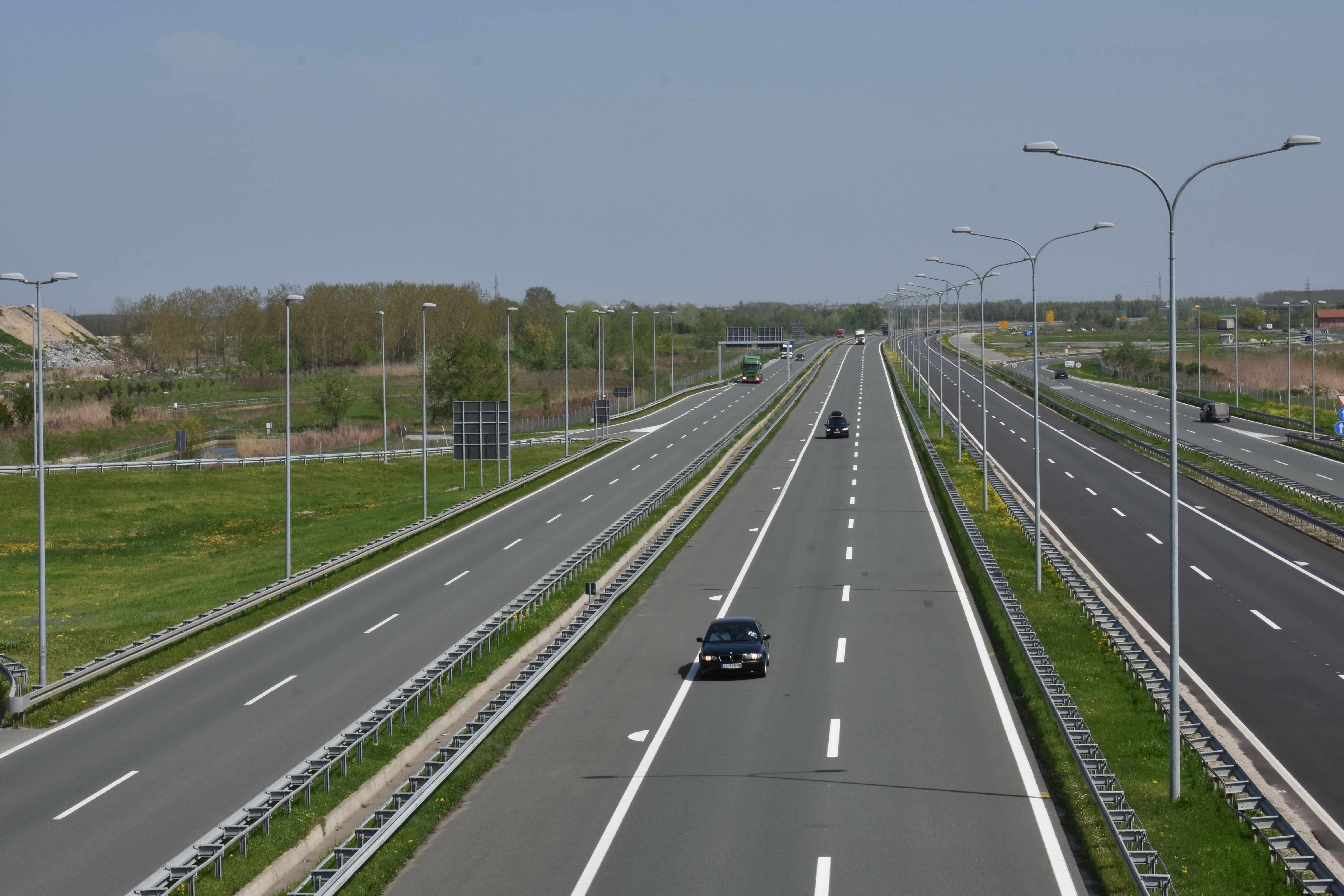
L'autoroute A1 près de la  12 Novi Sad-Centre (avril 2018).
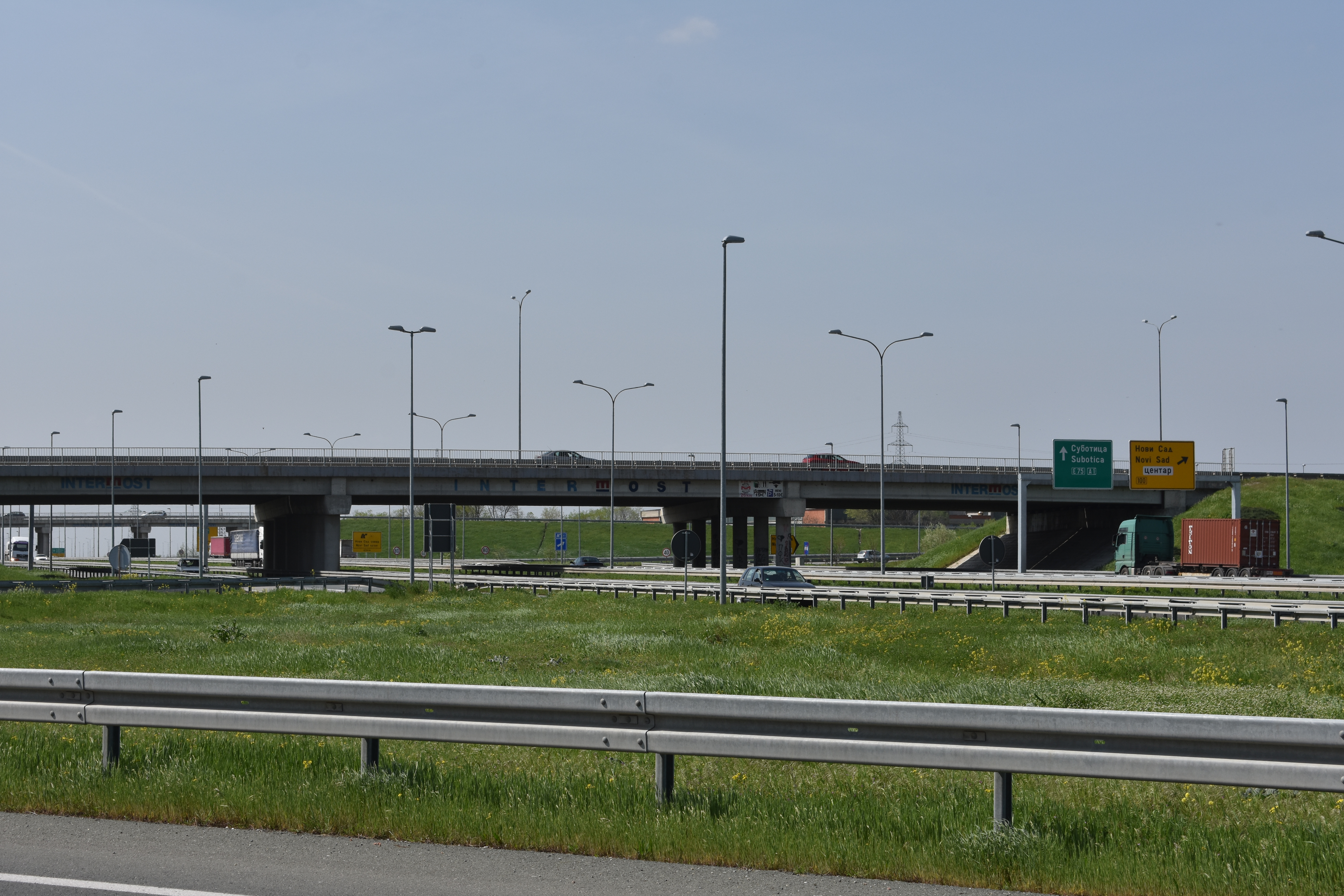
L'autoroute A1 près de la  12 Novi Sad-Centre (avril 2018).
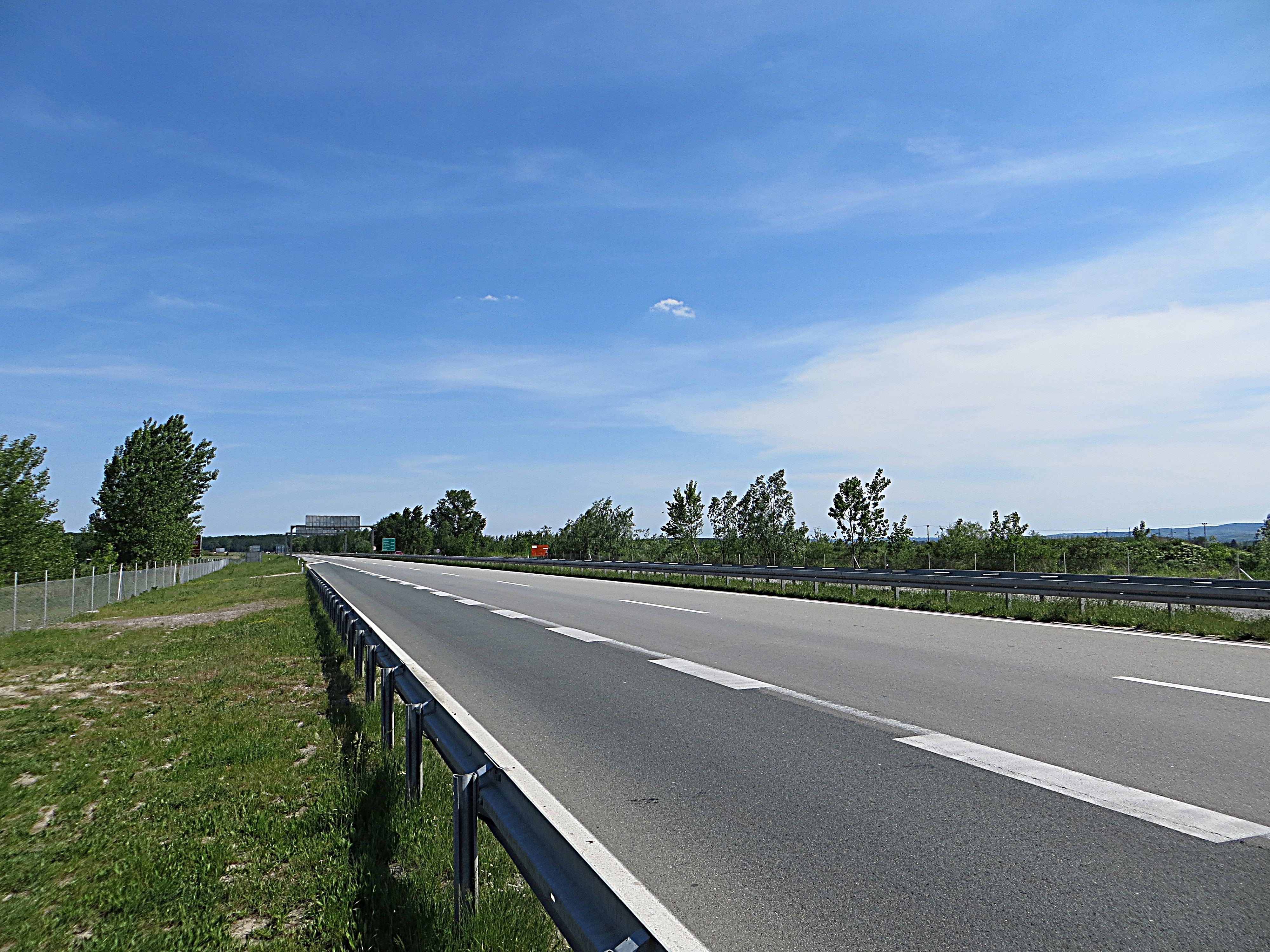
L'autoroute A1 près de Novi Sad.
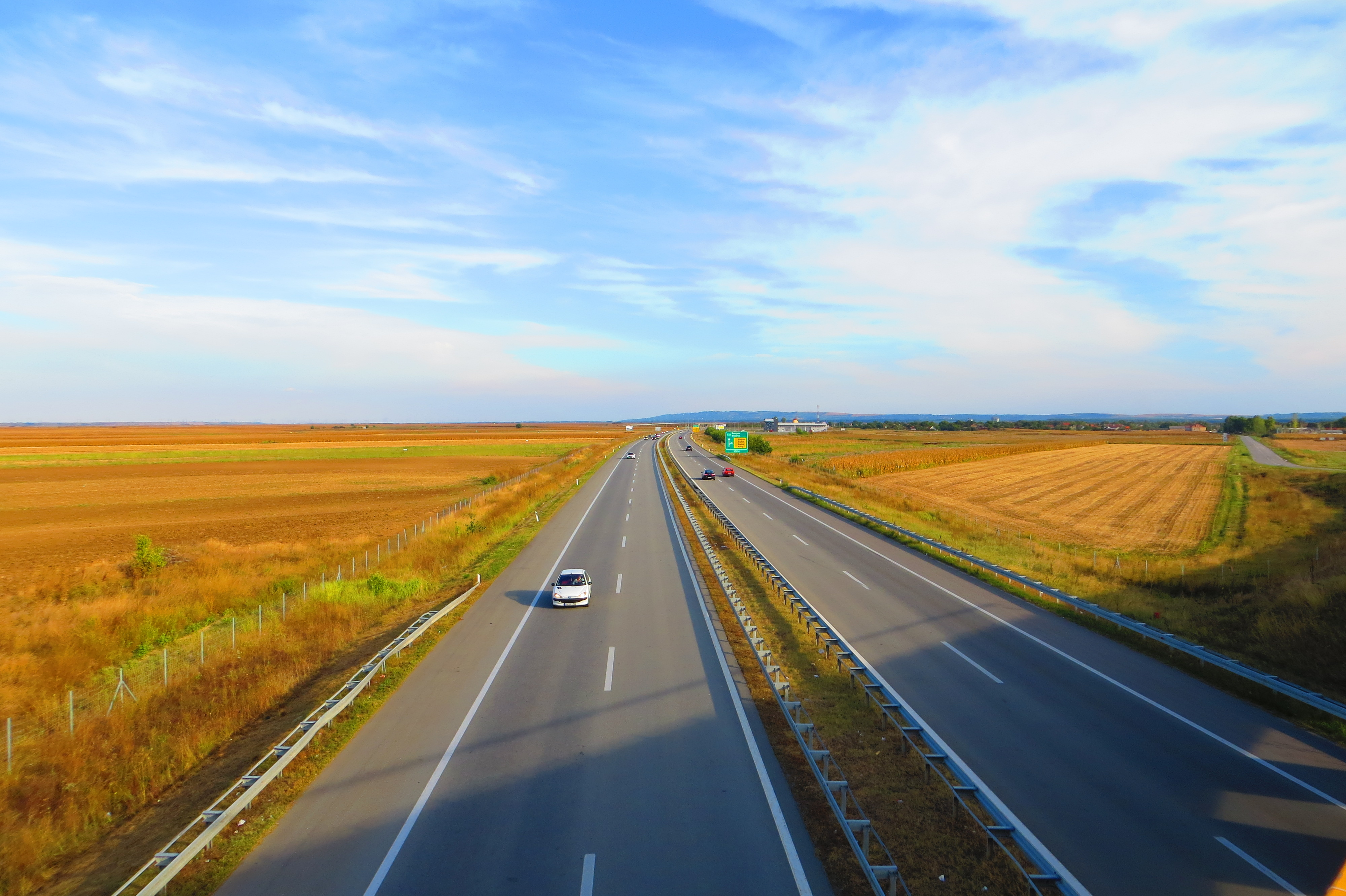
L'autoroute A1 près de la  15 Kovilj (septembre 2013).
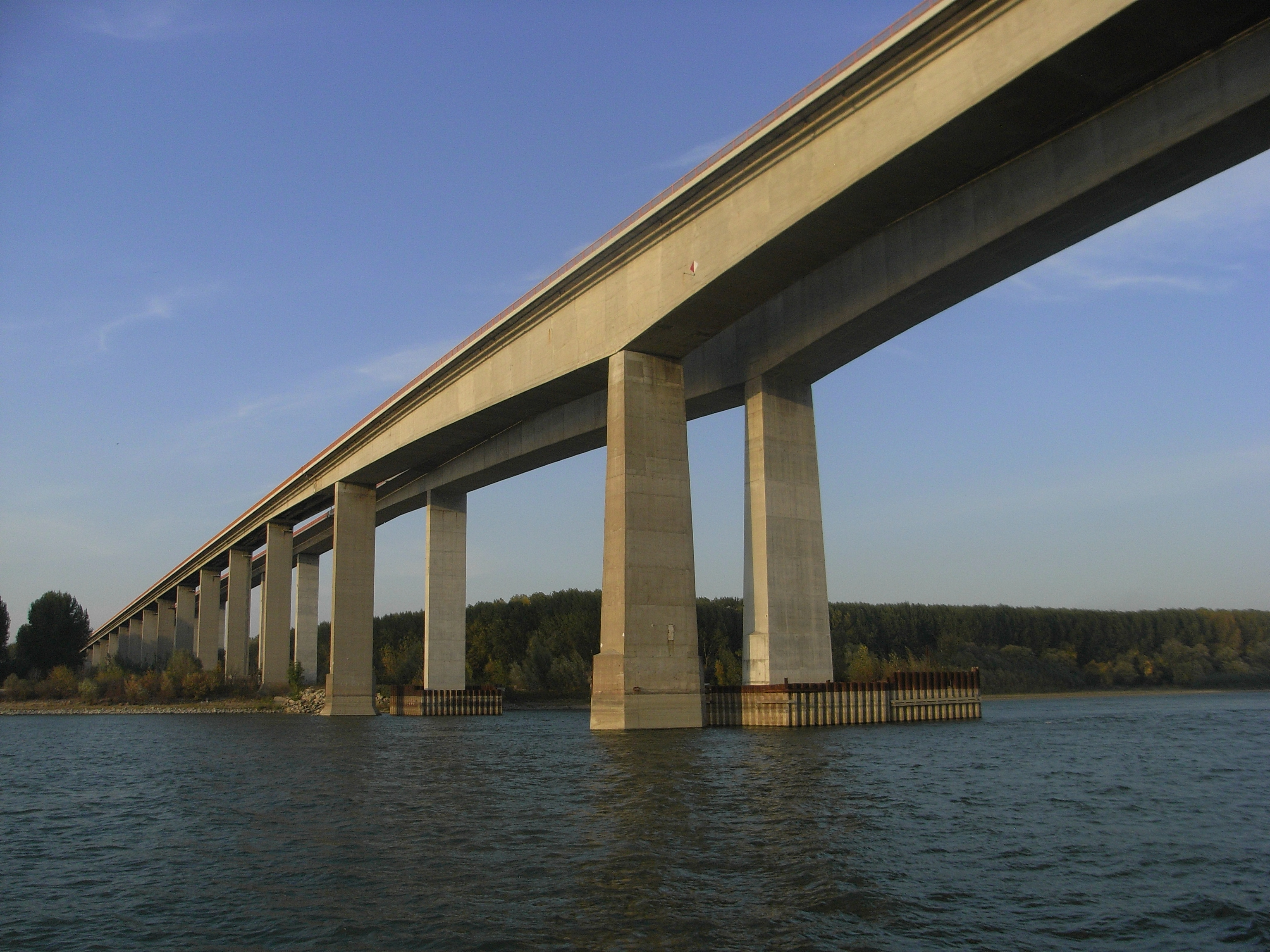
Le pont de Beška (Autoroute A1).
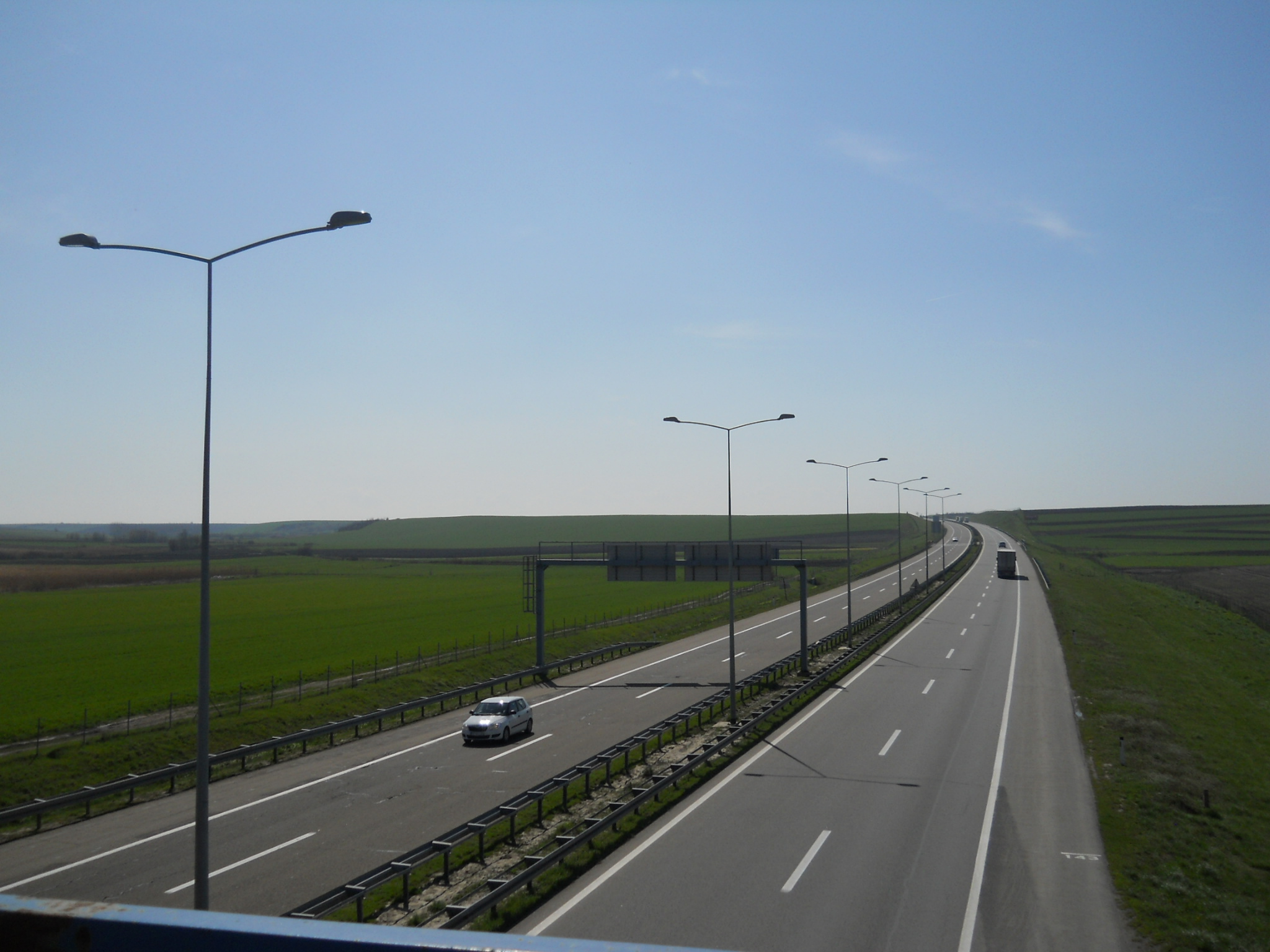
L'autoroute A1 près de la  16 Beška.
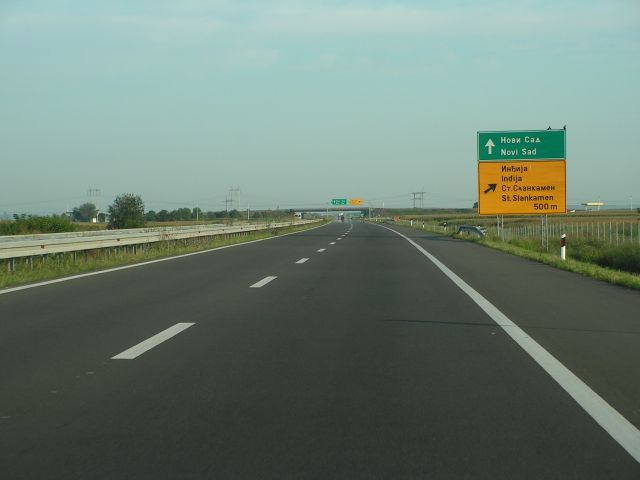
L'autoroute A1 près de la  18 Inđija.
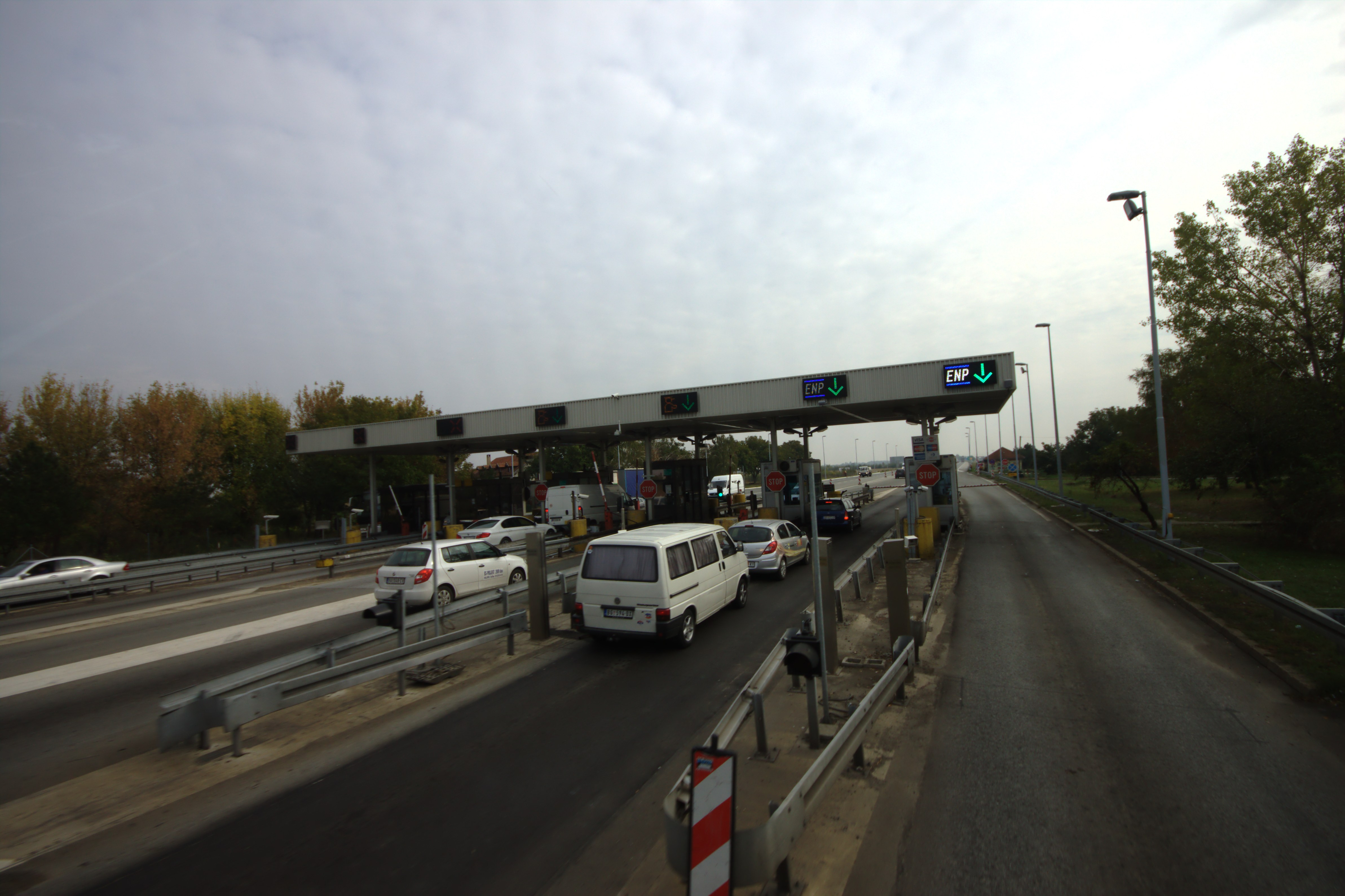
Le poste de péage de Stara Pazova avant sa rénovation de mai 2023 (Autoroute A1).
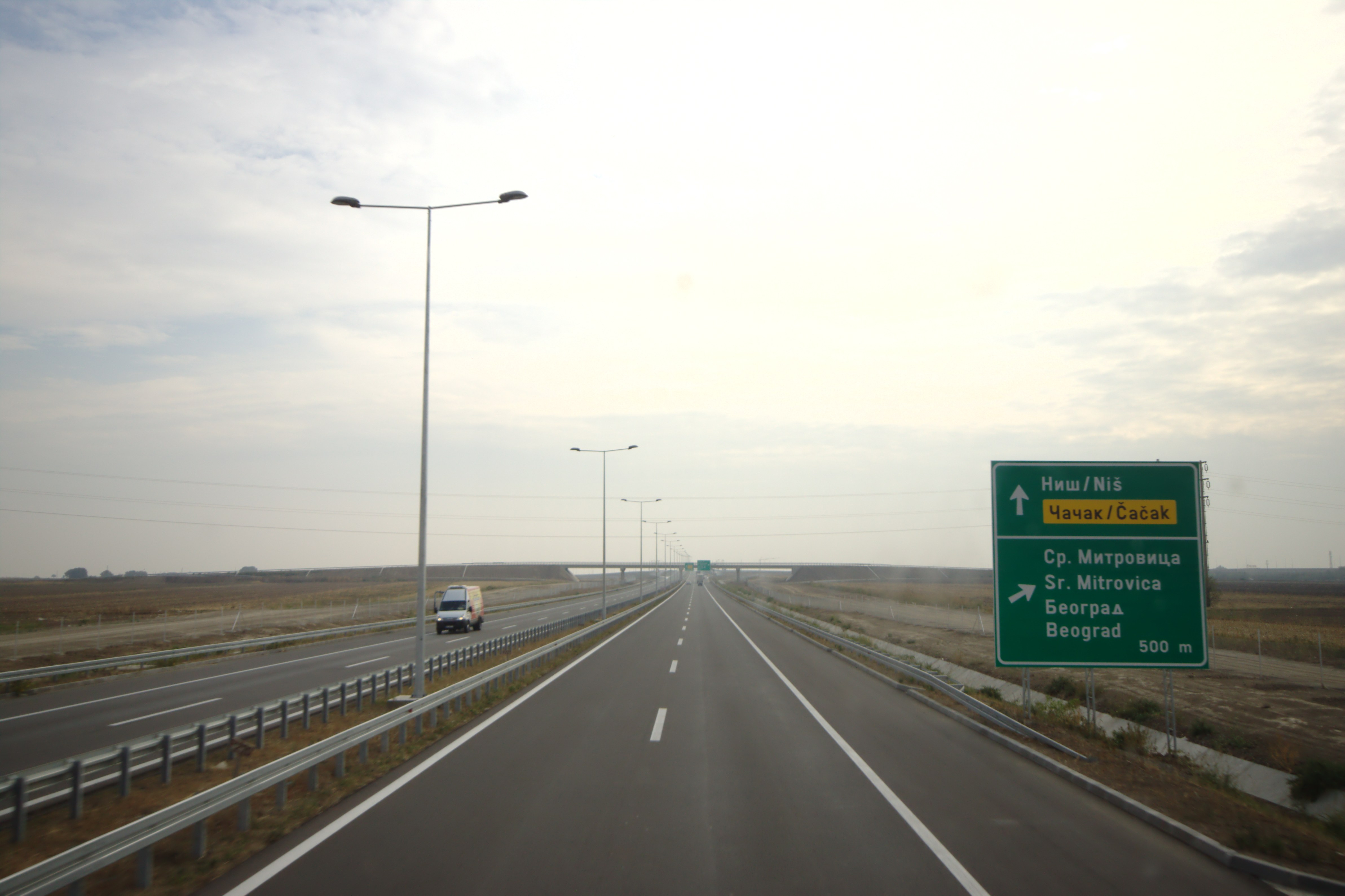
L'autoroute A1 près de l'échangeur autoroutier ( 23 Belgrade) (A1  A3) (Périphérique de Belgrade).
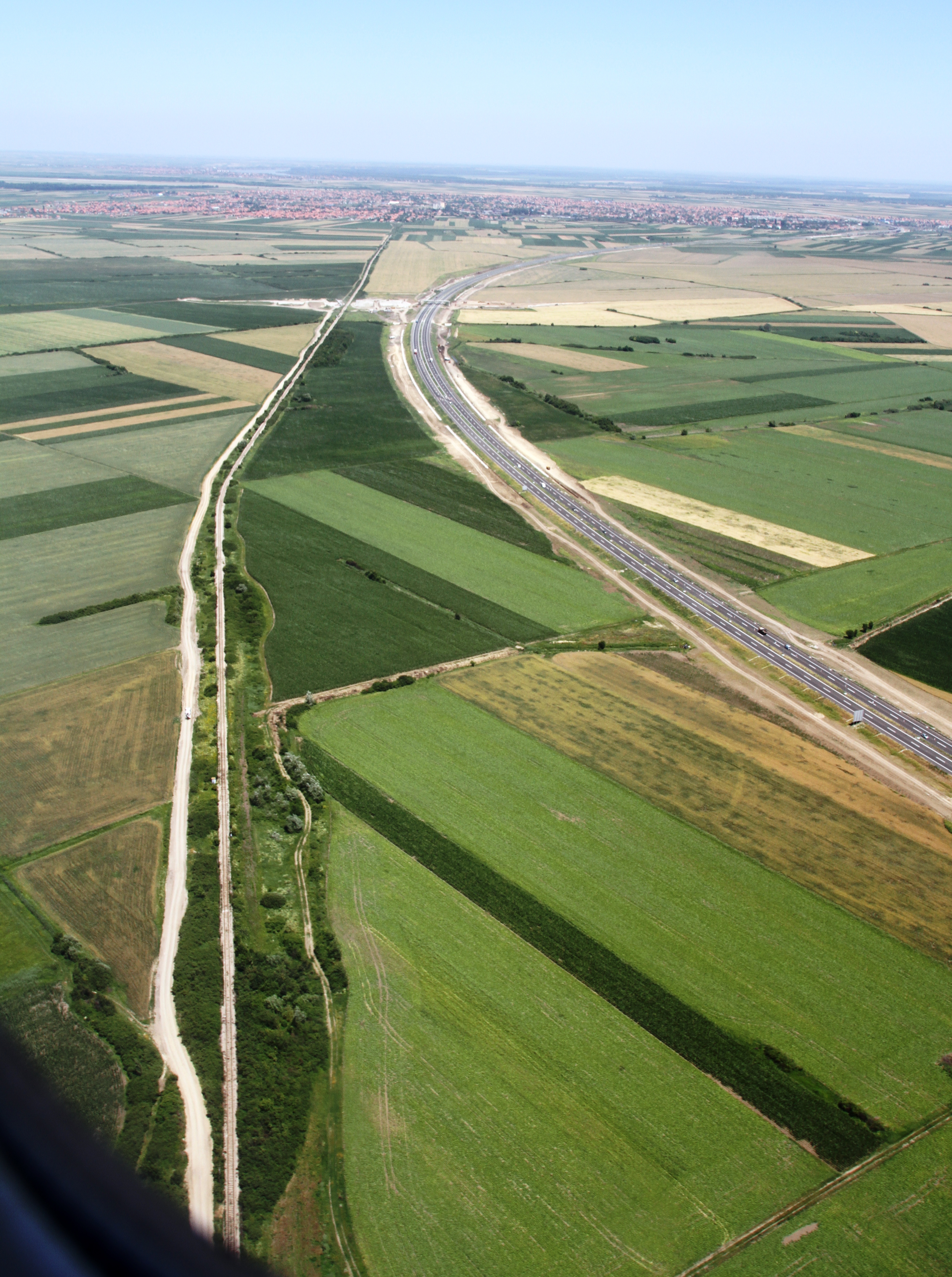
Section de l'autoroute A1 et du Périphérique de Belgrade près de Dobanovci.
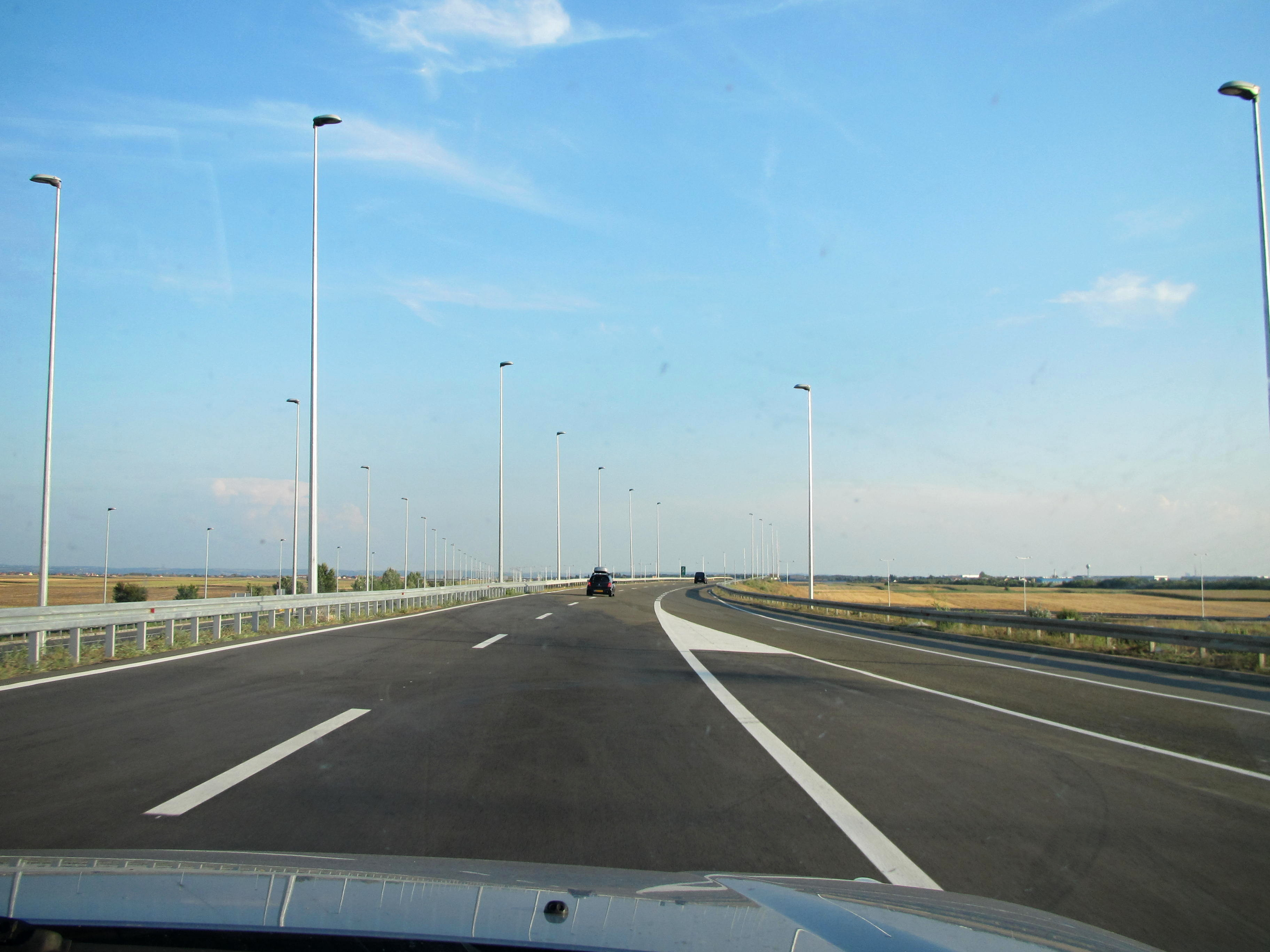
Section de l'autoroute A1 et du Périphérique de Belgrade près de  23 Belgrade.
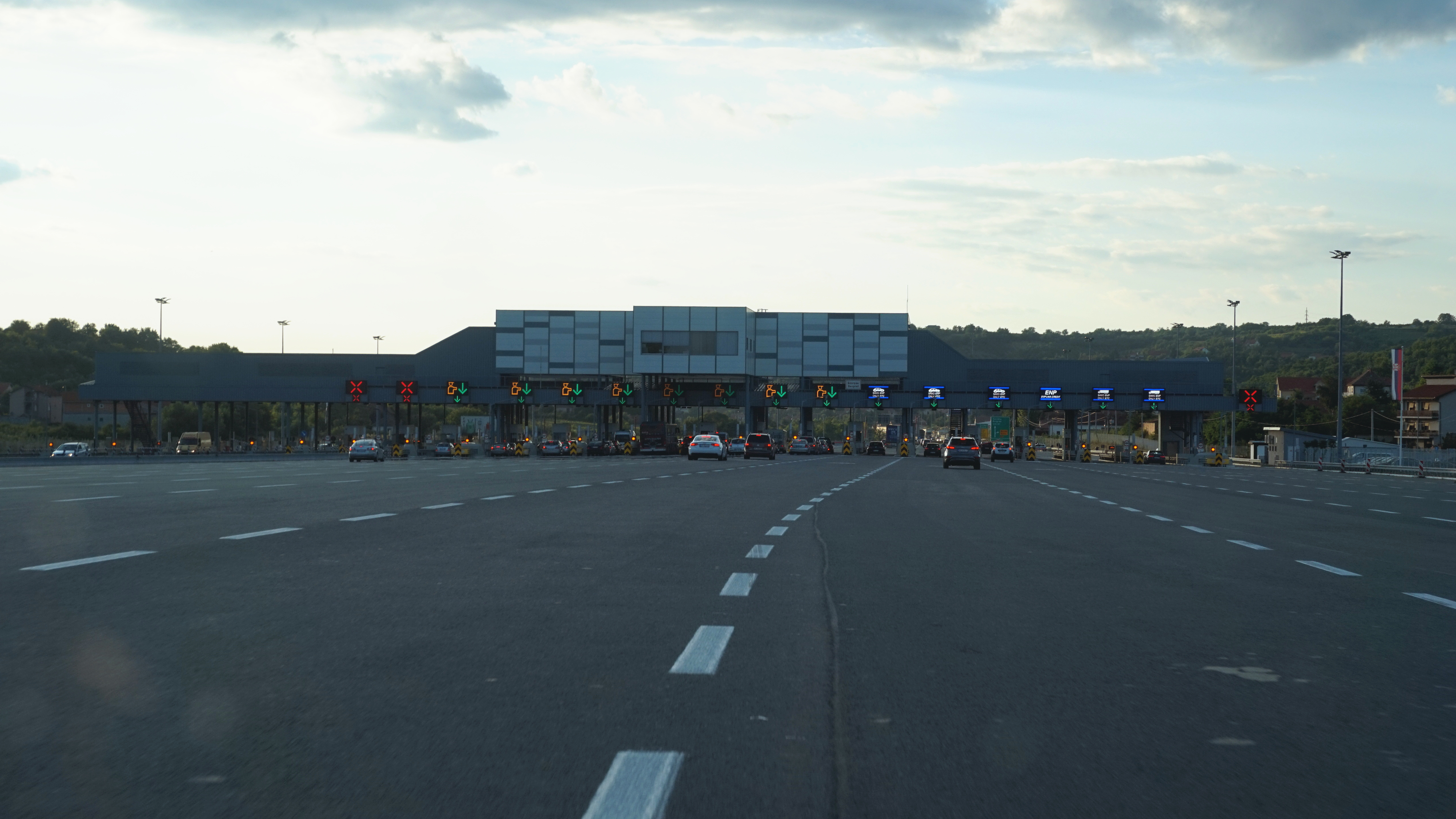
Le poste de péage de Belgrade (juillet 2019) (Autoroute A1).
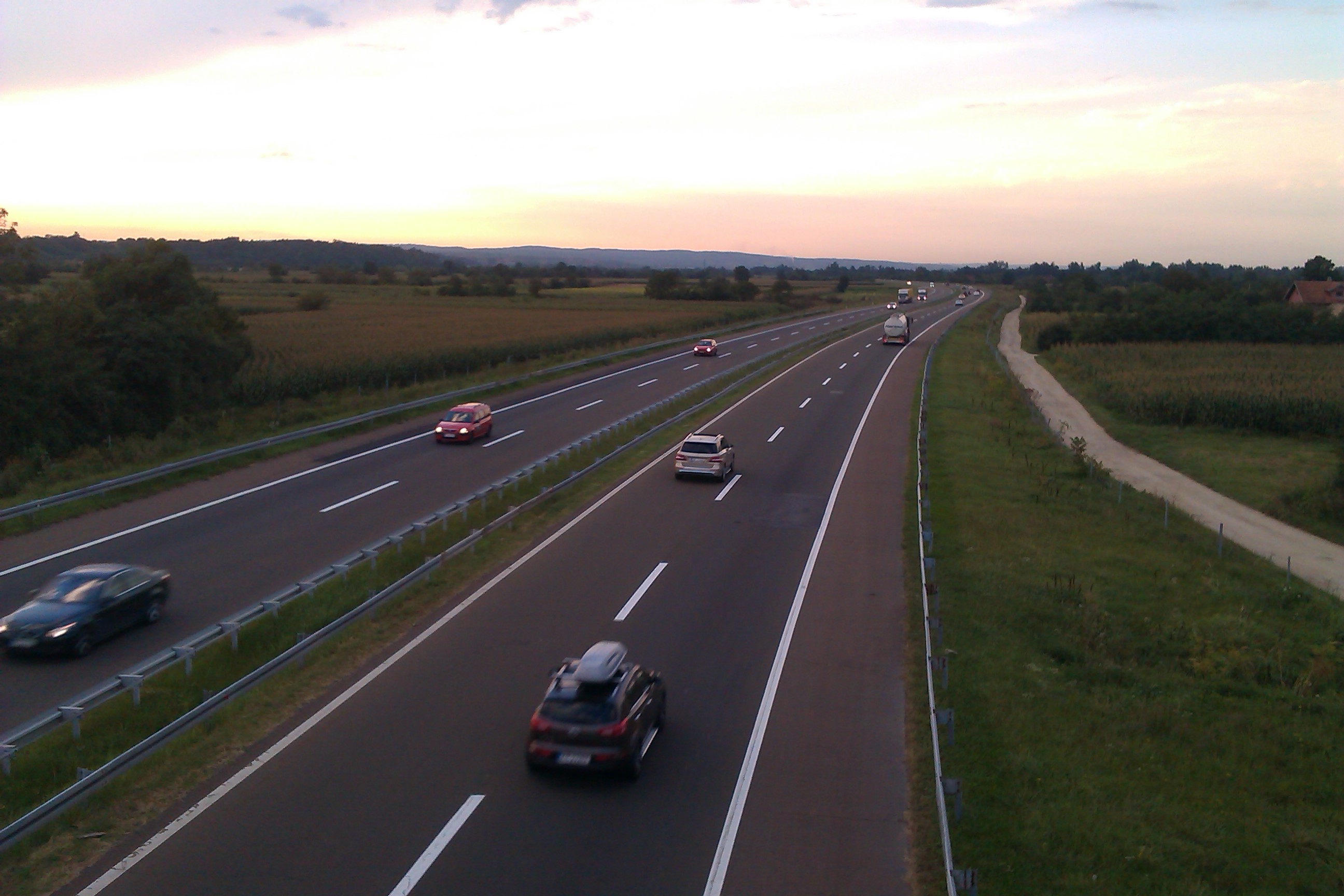
L'autoroute A1 près de Brzan.
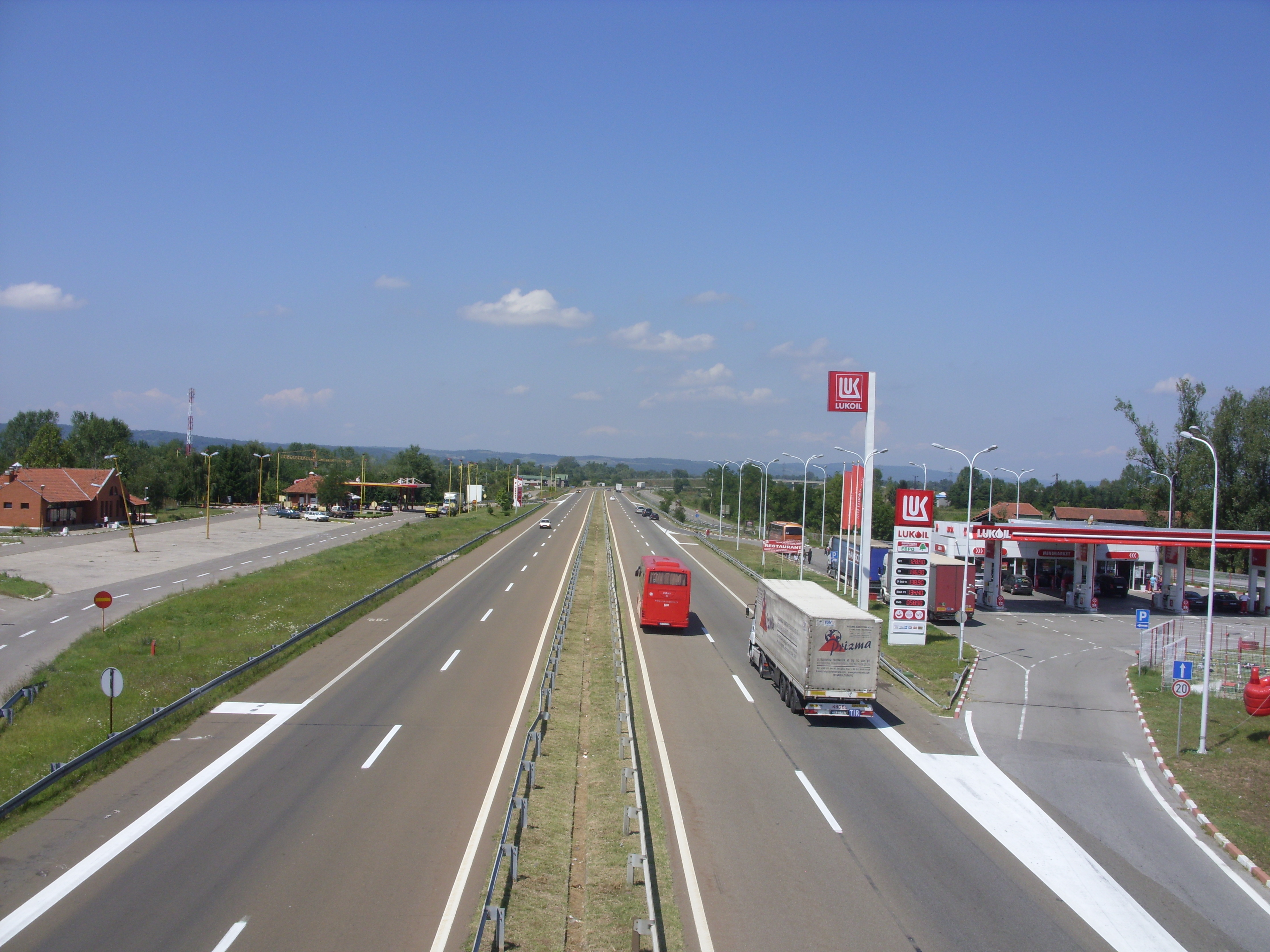
L'autoroute A1 près de Aleksinac.